# Anthracopsis gigliotosi
Anthracopsis gigliotosi är en insektsart som beskrevs av Heinrich Hugo Karny 1907. Anthracopsis gigliotosi ingår i släktet Anthracopsis och familjen vårtbitare. Inga underarter finns listade i Catalogue of Life.